# Lago Balmaceda
Lago Balmaceda är en sjö i Chile.   Den ligger i regionen Región de Magallanes y de la Antártica Chilena, i den södra delen av landet, 2 100 km söder om huvudstaden Santiago de Chile. Lago Balmaceda ligger 7 meter över havet. Arean är 72 kvadratkilometer. Den sträcker sig 9,6 kilometer i nord-sydlig riktning, och 11,4 kilometer i öst-västlig riktning.
Trakten runt Lago Balmaceda består i huvudsak av gräsmarker. Trakten runt Lago Balmaceda är nära nog obefolkad, med mindre än två invånare per kvadratkilometer.